# Челіко
Челіко (італ. Celico, сиц. Cielicu) — муніципалітет в Італії, у регіоні Калабрія, провінція Козенца.
Челіко розташоване на відстані близько 440 км на південний схід від Риму, 55 км на північний захід від Катандзаро, 8 км на схід від Козенци.
Населення — 2801 особа (2014).
Щорічний фестиваль відбувається 29 вересня. Покровитель — Архангел Михаїл (San Michele Arcangelo).

## Демографія
Населення за роками:

Станом на 1 січня 2023 року в муніципалітеті офіційно проживали 132 іноземці з 24 країн, серед них 69 громадян країн Євросоюзу та 16 громадян України.

## Відомі мешканці
- Йоахим Флорський (1132—120) — чернець-цистерианець, богослов, засновник ордену флоренсів.

## Сусідні муніципалітети
- Акрі
- Казоле-Бруціо
- Лаппано
- Лонгобукко
- Розе
- Ровіто
- Сан-П'єтро-ін-Гуарано
- Спеццано-делла-Сіла